# Gustaaf Van Slembrouck
Gustaaf Van Slembrouck (* 25. März 1902 in Ostende; † 7. Juli 1968 ebenda) war ein belgischer Radrennfahrer und nationaler Meister im Radsport.

## Sportliche Laufbahn
1925 gewann Van Slembrouck (auch Van Slembroeck) die belgische Meisterschaft im Straßenrennen für Unabhängige. 1926 wurde er Berufsfahrer im Radsportteam JB Louvet und blieb bis 1935 als Profi aktiv. 1926 gewann er eine Etappe in der Tour de France und trug für einen Tag das Gelbe Trikot. 1927 siegte er auf zwei Etappen der Tour und 1929 konnte er eine Etappe für sich entscheiden. Der 14. Platz 1927 war sein bestes Resultat in der Gesamtwertung der Tour de France.
1926 wurde er Zweiter im Rennen Paris-Roubaix hinter Julien Delbecque und in der Flandern-Rundfahrt (wie auch 1927). Auch Paris-Tours 1927 beendete er als Zweiter hinter Georges Ronsse.